# Monastero di Roussanou
Il Monastero di Roussanou (in greco Μονή Ρουσάνου?) è un monastero ortodosso situato nel nord della Grecia, nella pianura della Tessaglia vicino a Kalambaka, nella valle del fiume Peneo. Fa parte di un gruppo di sei monasteri chiamati Monasteri dell'aria o Monasteri del cielo situati a Meteora, che sono stati classificati come patrimonio dell'umanità dall'UNESCO dal 1988. È uno dei due monasteri femminili situati a Meteora.

## Storia
L'origine del suo nome Roussanou o Rousanou, a seconda della fonte, è sconosciuta, anche se la teoria più probabile è che prenda il nome dal fondatore del primo tempio della zona. Un'altra teoria attribuisce la fondazione del monastero nel 1388 ai monaci Nicodemo e Benedetto. Nel 1545 il katholikon, che era dedicato alla trasfigurazione di Gesù e alla figura di Santa Barbara, fu ricostruito.
Nel 1757 il monastero divenne un rifugio per i greci di Trikala che fuggivano dai turchi. La situazione si ripeté nel 1897, quando servì come nascondiglio per diverse famiglie di Kalambaka perseguitate dopo la guerra greco-turca. Durante la seconda guerra mondiale il monastero fu razziato. Molti pezzi erano conservati in altri monasteri all'epoca. Ha riaperto nel 1971. Nel corso degli anni '80 è stata effettuata una profonda ristrutturazione dell'edificio e nel 1988 il monastero è stato consegnato alle monache.
Il monastero occupa l'intero altopiano in cima alla roccia su cui sorge. È costruito su tre piani, con il katholikon, l'archontarìke (foresteria) e diverse celle disposte al piano terra, così come altre celle e spazi ausiliari negli altri piani. La chiesa è del tipo di tempio a Croce inscritta con una struttura semplice (nartece e naos con una cupola) con Agiografie del 1560. L'accesso al monastero è tramite scale e due ponti, che sono stati costruiti nel 1930 al posto di un vecchio ponte di legno.
Il monastero si trova sulla strada che porta da Kastraki agli altri monasteri di Meteora. Il monastero è ora accessibile tramite scale e due piccoli ponti. In origine, l'accesso al monastero era tramite una scala scolpita nella pietra. I ponti di legno sono stati costruiti nel 1868 e altri passaggi, fatti di pietra, sono stati scolpiti durante gli anni '30.

## Galleria d'immagini

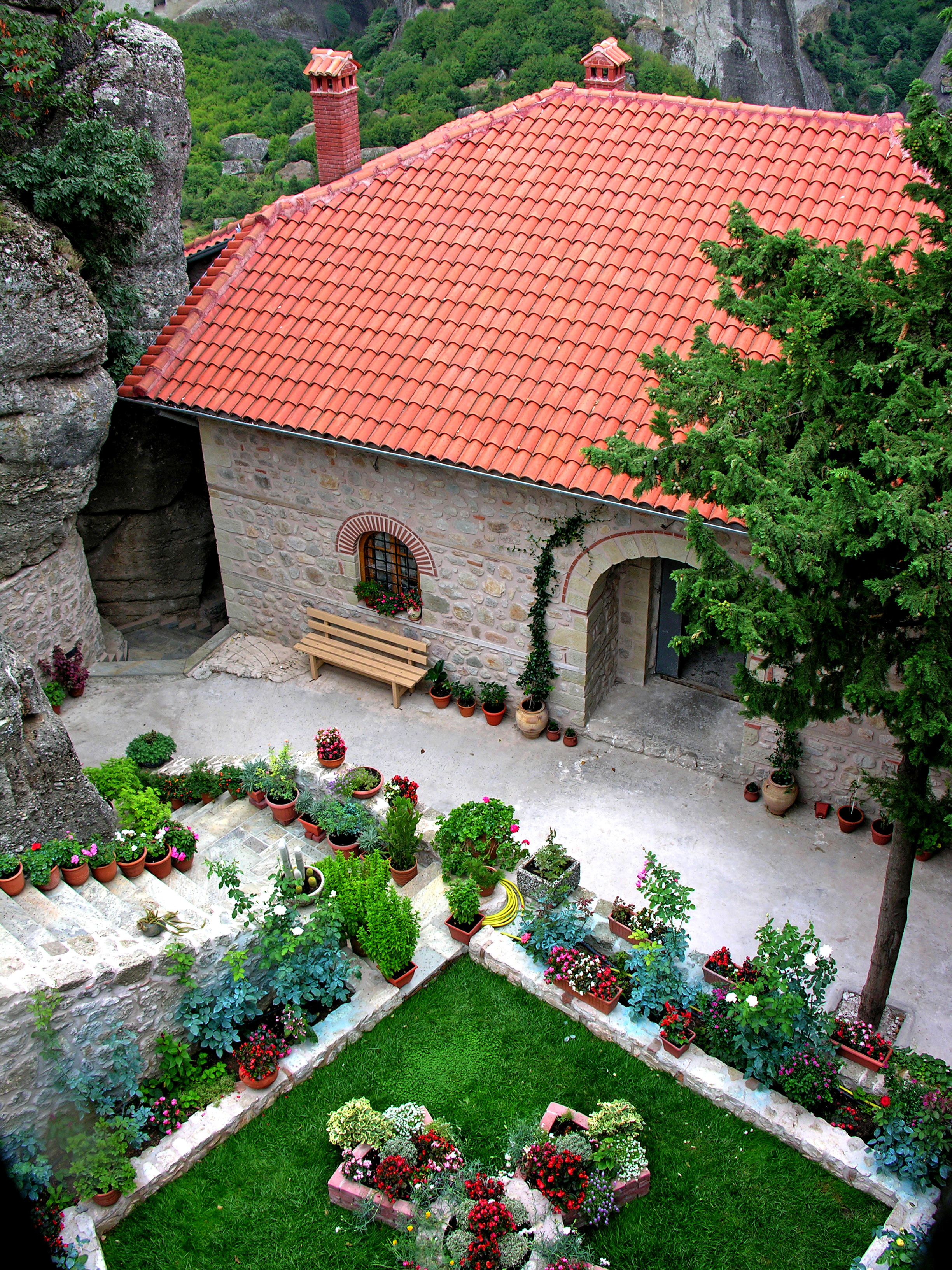
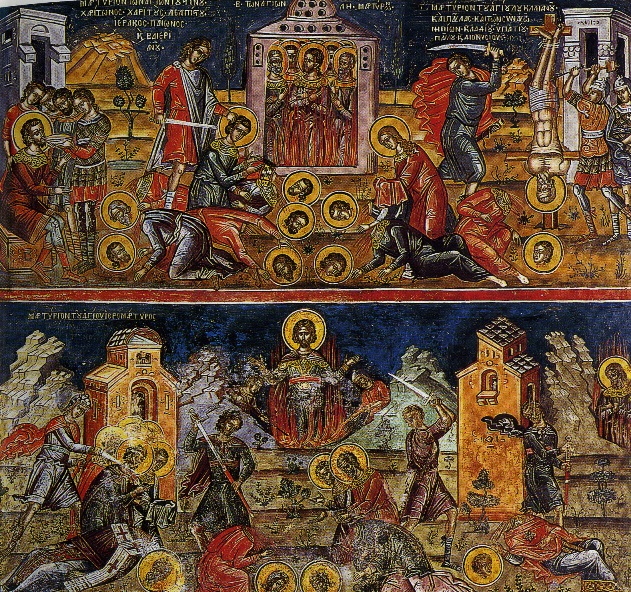
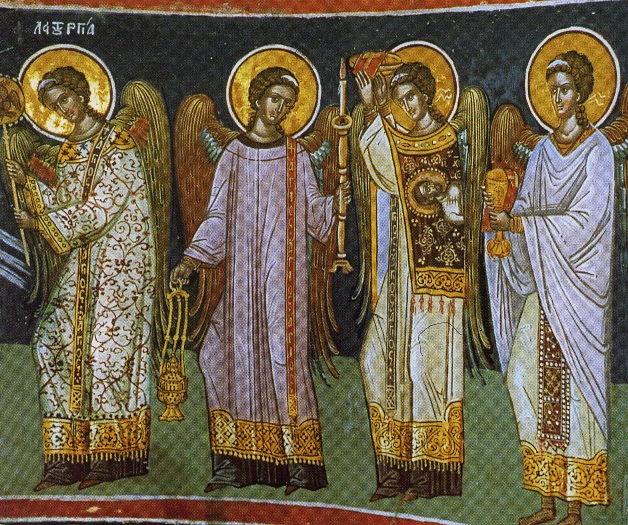
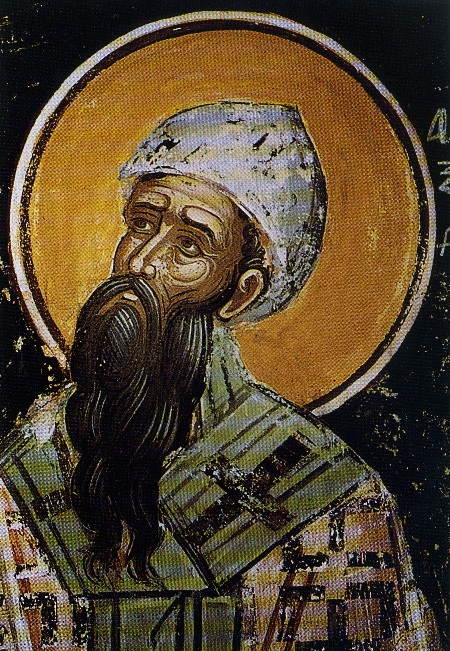
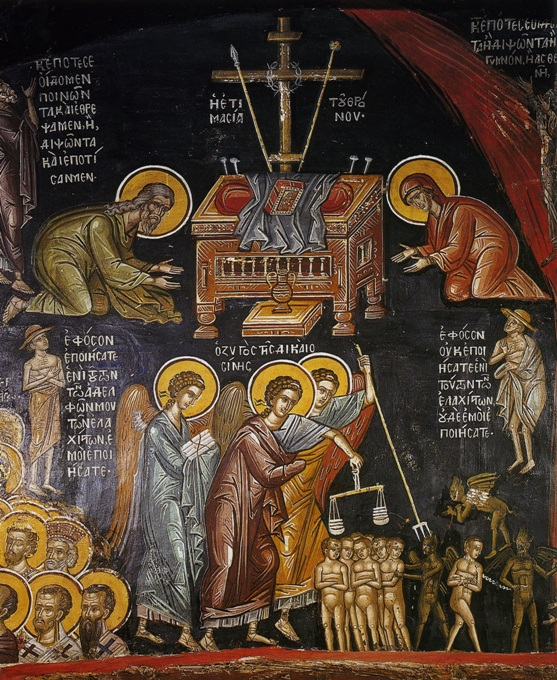
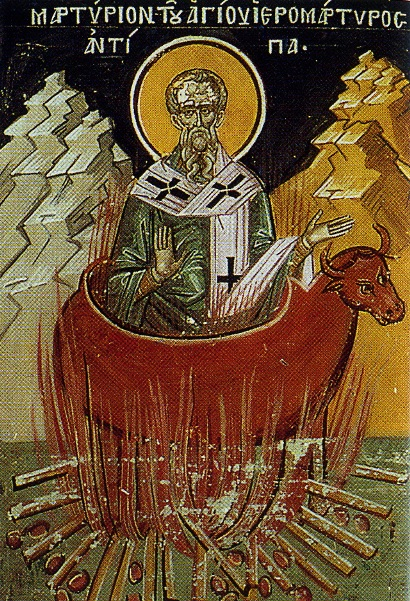
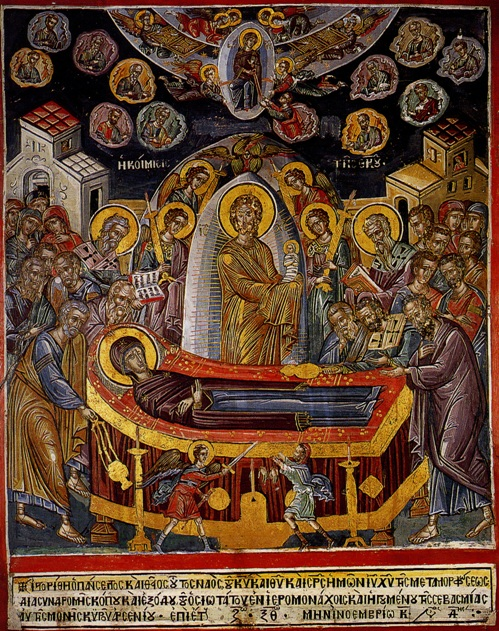